# Prêmio Memorial Harry H. Goode
O Prêmio Memorial Harry H. Goode (em inglês:  Harry H. Goode Memorial Award) é um prêmio anual da IEEE Computer Society em memória de Harry H. Goode por conquistas na área de processamento da informação, consideradas tanto como uma simples contribuição à teoria, projeto ou técnica de considerável significância ou à acumulação de contribuições significativas sobre a teoria ou prática sobre um período estendido de tempo, o total dos quais representando uma conbtribuição significativa.

## Recipientes
- 1964 Howard Aiken
- 1965 George Stibitz e Konrad Zuse
- 1966 John Mauchly e John Presper Eckert
- 1967 Samuel Nathan Alexander
- 1968 Maurice Vincent Wilkes
- 1974 Edsger Dijkstra
- 1975 Kenneth Iverson
- 1979 Herman Goldstine
- 1981 Charles Antony Richard Hoare
- 1983 Gene Amdahl
- 1985 Carver Mead
- 1992 Edward Davidson
- 1995 Michael J. Flynn
- 1996 Leonard Kleinrock
- 1997 James E. Thornton
- 1998 Vishwani Agrawal
- 1999 Ahmed Sameh
- 2000 John K. Iliife
- 2001 Oscar H. Ibarra
- 2002 Ian F. Akyildiz
- 2003 Peter Chen
- 2004 Edmund Clarke
- 2005 John Hopcroft
- 2006 Alan Jay Smith
- 2007 Guy Lewis Steele junior
- 2008 Dharma Agrawal
- 2009 Mateo Valero
- 2010 (não houve premiação)
- 2011 Moshe Vardi
- 2012 Arvind Mithal
- 2013 Yale Patt
- 2014 Norman P. Jouppi
- 2015 David Padua
- 2016 Giovanni De Micheli[1]